# Wanna Get to Know You
Wanna Get to Know You è il terzo singolo del gruppo hip hop statunitense G-Unit estratto dall'album di debutto del 2003 Beg for Mercy. La canzone, prodotta da Red Spyda, reca la partecipazione del cantante R&B Joe ed è stata scritta da 50 Cent, Young Buck e Lloyd Banks, più da Leon Ware e Jacqueline Dayl Hilliard.
Questa è una delle due collaborazioni tra Joe e il gruppo, insieme a Ride with U, singolo del primo contenuto nell'album And Then....

## Informazioni
La canzone campiona massicciamente Come Live with Me Angel di Marvin Gaye ed è riuscita a classificarsi in molti altri paesi al di fuori degli USA, raggiungendo qui la posizione n.15 all'interno della Billboard Hot 100 (qui era stata pubblicata via radio il 13 gennaio 2004). Nel Regno Unito ha raggiunto la n. 27.
La prima strofa è rappata da Young Buck, la seconda da Lloyd Banks e la terza da 50 Cent. Joe canta invece il ritornello tra una strofa e l'altra.

## Videoclip
Il videoclip è abbastanza esplicito ed è stato diretto da Jessy Terrero. Vede i tre rapper amoreggiare con delle ragazze conosciute all'istante.
Nel video fa apparizione The Game, allora facente parte del gruppo.

## Classifica

### USA
| Classifica (2004)                       | Posizione massima |
| --------------------------------------- | ----------------- |
| Stati Uniti d'America Billboard Hot 100 | 15                |
| U. S.A. Billboard Hot R&B/Hip-Hop Songs | 10                |
| U. S.A. Billboard Hot Rap Tracks        | 5                 |
| U. S.A. Billboard Rhythmic Top 40       | 10                |
| U. S.A. Billboard Top 40 Tracks         | 33                |

### Altri paesi
| Classifica (2004)                       | Posizione massima |
| --------------------------------------- | ----------------- |
| Giappone                                | 72                |
| Svizzera                                | 20                |
| Nuova Zelanda                           | 26                |
| Regno Unito                             | 27                |
| Australia                               | 30                |
| Irlanda                                 | 34                |
| Svezia                                  | 41                |
| LAUNCH Music Videos Top 100 (Videoclip) | 5                 |
| World RnB Top 30 Singles                | 13                |